# 89 TCN
Năm 89 TCN là một năm trong lịch Julius. 